# Xã Ogden, Quận Champaign, Illinois
Xã Ogden (tiếng Anh: Ogden Township) là một xã thuộc quận Champaign, tiểu bang Illinois, Hoa Kỳ. Năm 2010, dân số của xã này là 1.680 người.